# 9 Dead Alive
| Críticas profissionais  | Críticas profissionais |
| Avaliações da crítica   | Avaliações da crítica  |
| Fonte                   | Avaliação              |
| ----------------------- | ---------------------- |
| Allmusic                | [ 1 ]                  |
| Consequence of Sound    | B-                     |
| The Guardian            | [ 3 ]                  |
| Metacritic              | 65/100                 |
| musicOMH                | [ 5 ]                  |
| NME                     | [ 6 ]                  |
| Ultimate Guitar Archive | 9.7/10                 |

9 Dead Alive é o quinto álbum de estúdio (o oitavo da carreira) da dupla de violonistas mexicanos Rodrigo y Gabriela, que foi lançado no dia 25 de Abril, na Irlanda, e no dia 28, no resto do mundo.
| “ | "Cada faixa é uma celebração pessoal dos indivíduos que passaram, mas através de seus atos e palavras ainda ressoam no século 21." | ” |

## Faixas
| N.º            | Título                    | Dedicado a                  | Duração |  |
| 1.             | "The Soundmaker"          | Antonio de Torres Jurado    | 4:52    |  |
| 2.             | "Torito"                  | sons e natureza             | 5:03    |  |
| 3.             | "Sunday Neurosis"         | Viktor Frankl               | 5:16    |  |
| 4.             | "Misty Moses"             | Harriet Tubman              | 4:39    |  |
| 5.             | "Somnium"                 | Sóror Juana Inés de la Cruz | 3:43    |  |
| 6.             | "Fram"                    | Fridtjof Nansen             | 4:31    |  |
| 7.             | "Megalopolis"             | Gabriela Mistral            | 5:01    |  |
| 8.             | "The Russian Messenger"   | Fyodor Dostoyevsky          | 4:52    |  |
| 9.             | "La Salle Des Pas Perdus" | Leonor da Aquitânia         | 3:01    |  |
| Duração total: | Duração total:            | Duração total:              | 40:58   |  |

## Músicos
- Rodrigo Sánchez – violão
- Gabriela Quintero – violão

## Desempenho nas Paradas Musicais
| Parada Musical (2014)            | Desempenho |
| -------------------------------- | ---------- |
| Ultratop Flanders                | 39         |
| Ultratop Wallonia                | 49         |
| SNEP                             | 42         |
| IRMA                             | 24         |
| Schweizer Hitparade              | 73         |
| The Billboard 200                | 22         |
| Billboard Top Digital Albums     | 12         |
| Billboard Top Independent Albums | 5          |
| Billboard Top Rock Albums        | 7          |
| Billboard Top World Albums       | 1          |